# アレックス (映画)
『アレックス』（原題: Irréversible）は、2002年製作のフランス映画。

## 概要
日本では2003年に公開された。第55回カンヌ国際映画祭正式招待作品であり、東京国際ファンタスティック映画祭2002のクロージング作品でもある。
モニカ・ベルッチ演じる、およそ9分にわたるレイプシーンの描写は評価がわかれた。

## 製作・エピソード

### 題名
邦題はモニカ・ベルッチ演じる主人公の名前。原題は「ひっくり返せない、不可逆、取り返しがつかない」を意味するフランス語だが、いくつかの文字が裏返されている。シークエンスは後に起こったものが先にあり、時系列的には最初のシーンがラストに示される。また、エンドロールが冒頭で逆回しされ、クレジットの文字R/E/Nが鏡文字となっている。

### スタッフ
- 監督・脚本・撮影・編集：ギャスパー・ノエ
- 特殊効果：Rodolphe Chabrier[6]
- 日本語字幕：松浦美奈

### 音楽
音楽はダフト・パンクのメンバートーマ・バンガルテルによるオリジナル曲および既発表曲。また、マーラーの交響曲9番、ベートーベンの交響曲7番が使われている。

### キャスト
| 役名       | 俳優                     | 日本語吹替 |
| ---------- | ------------------------ | ---------- |
| アレックス | モニカ・ベルッチ         | 田中敦子   |
| マルキュス | ヴァンサン・カッセル     | 山路和弘   |
| ピエール   | アルベール・デュポンテル | 牛山茂     |
| テニア     | ジョー・プレスティア     | 谷口節     |
| 元肉屋     | フィリップ・ナオン       | 宝亀克寿   |

### 解説
9分にわたるレイプシーンの暴力描写はCGを極力用いず、役者が演じた演技をフィルムを早回ししている。一方、頭部が破壊されるシーンやレイプシーンでの役者の性器、さらに撮影陣の影の映りこみの修正などにはCGを多用する。

## あらすじ
時刻はDVDメニューのチャプター
1. --:-- エンドクレジット逆回し。
2. 03:59 元肉屋が「時はすべてを破壊する」"Le temps detruit tout"と語るホテルの隣、ゲイクラブ"Rectum"（レクタム、直腸）からストレッチャーに乗せられたマルキュスと手錠をかけられたピエールが出てきて、救急車と警察車両に乗せられる。
3. 03:11 Rectum店内でTenia（テニア、サナダムシ）を捜し、人違いで別の男の頭を叩き潰す。
4. 03:03 車から降りてRectumへ向かう。
5. 02:58 所在地の不明な"Rectum"へタクシーを急がせる。
6. 02:51 オカマ達にテニアの行先を聞いて回る。
7. 02:14 事情聴取。その後、復讐を勧められる。
8. 01:43 意識不明のアレックス搬送を目撃。
9. 01:09 地下道でアレックスがテニアに暴行を受ける。
10. 00:57 パーティー会場でアレックスとマルキュスが言い争いをする。
11. 22:35 マルキュス、アレックスとピエールがメトロ構内、車内で会話をする。
12. 21:22 マルキュス、アレックスがアパルトマンで出掛ける前の時を過ごす。アレックスが妊娠検査。
13. 20:01 『2001年宇宙の旅』スターチャイルドのポスターを背にアレックスが下腹に手をあてる。
14. 19:27 公園でアレックスが本を読んでいる。
15. 88:88 ストロボスコープ。「時はすべてを破壊する」"Le temps detruit tout"の字幕

## 設定・テーマ

### 監督による解説
- 時間は元に戻せない、瞬く間に過ぎ、何か意味を残していく、だからストーリーを逆に語るのが好きだ[5]。
- 撮影開始時点での台本は15シーンで4ページ、セリフは即興がほとんど[5]
- 撮影期間は4週間に予備の1週間[5]

## 評価

### 受賞
- ストックホルム国際映画祭 (2003)：作品賞
- サンディエゴ映画批評家協会賞 (en 2003)

### 映画祭上映
- カンヌ映画祭 (2002)
- ミュンヘンファンタジー映画祭 (2002)
- トロント国際映画祭 (2002)
- アテネ映画祭 (2002)
- ヘルシンキ国際映画祭 (2002)
- サン・セバスティアン国際映画祭 (2002)
- リオデジャネイロ国際映画祭 (2002)
- シッチェス・カタロニア国際映画祭 (2002)
- ベルゲン国際映画祭 (2002)
- サンパウロ国際映画祭 (2002)
- 東京国際ファンタスティック映画祭 (2002)
  - 映画祭における最初で最後のシークレット上映企画として上映前に作品のタイトル・内容等を一切公表せずに上映された。観客を楽しませる旨の企画であったが、事前にインターネット上で情報が漏れたり途中退場する観客が続出して映画祭側に多くの非難が寄せられる結果となった。
- ストックホルム国際映画祭 (2002)
- サンダンス映画祭 (2003)
- マルデルプラタ映画祭 (2003)
- フランス映画祭（オーストラリア） (2003)
- クリーブランド国際映画祭 (2003)
- コペンハーゲン国際映画祭 (2003)